# Computers in Biology and Medicine
Computers in Biology and Medicine is een internationaal, aan collegiale toetsing onderworpen wetenschappelijk tijdschrift op het gebied van de
theoretische biologie.
De naam wordt in literatuurverwijzingen meestal afgekort tot Comput. Biol. Med.
Het wordt uitgegeven door Elsevier en verschijnt maandelijks.
Het eerste nummer verscheen in 1970.